# Luigi Chinetti
Luigi Chinetti (n. 17 iulie 1901, Jerago con Orago, Lombardia, Regatul Italiei – d. 17 august 1994, Greenwich, Connecticut, SUA) a fost un pilot de curse auto, originar din Italia.
1. 1 2 3 4  Luigi Chinetti, Autoritatea BnF
2. ↑   https://podcasts.audiomeans.fr/l-after-lap-875525c3a412/24-heures-du-mans-stories-3e-episode--les-pilotes-vainqueurs-americains-6af309c2, accesat în 23 iunie 2021 Lipsește sau este vid: |title= (ajutor)